# Kolarstwo na Letnich Igrzyskach Olimpijskich 2016 – sprint kobiet
Sprint kobiet podczas Letnich Igrzysk Olimpijskich 2016 rozegrany został 14 – 16 sierpnia na torze Rio Olympic Velodrome.

## Terminarz
Czas w Rio de Janeiro (UTC-3:00)
| Data             | Godzina | Runda          |
| ---------------- | ------- | -------------- |
| 14 sierpnia 2016 | 16:00   | Kwalifikacje   |
| 14 sierpnia 2016 | 17:12   | Pierwsza runda |
| 15 sierpnia 2016 | 10:00   | Druga runda    |
| 16 sierpnia 2016 | 10:00   | Ćwierćfinały   |
| 16 sierpnia 2016 | 16:00   | Półfinały      |
| 16 sierpnia 2016 | 17:44   | Finał          |

## Wyniki

### Kwalifikacje
| Pozycja | Zawodniczka         | Czas   | Średnia prędkość (km/h) | Uwaga |
| ------- | ------------------- | ------ | ----------------------- | ----- |
| 1.      | Becky James         | 10,721 | 67,157                  | Q     |
| 2.      | Katy Marchant       | 10,787 | 66,747                  | Q     |
| 3.      | Lee Wai Sze         | 10,800 | 66,666                  | Q     |
| 4.      | Elis Ligtlee        | 10,803 | 66,648                  | Q     |
| 5.      | Zhong Tianshi       | 10,820 | 66,543                  | Q     |
| 6.      | Kristina Vogel      | 10,865 | 66,267                  | Q     |
| 7.      | Natasha Hansen      | 10,871 | 66,231                  | Q     |
| 8.      | Stephanie Morton    | 10,875 | 66,206                  | Q     |
| 9.      | Anna Meares         | 10,947 | 65,771                  | Q     |
| 10.     | Simona Krupeckaitė  | 10,978 | 65,585                  | Q     |
| 11.     | Anastasija Wojnowa  | 10,985 | 65,543                  | Q     |
| 12.     | Kate O’Brien        | 11,020 | 65,335                  | Q     |
| 13.     | Laurine van Riessen | 11,023 | 65,317                  | Q     |
| 14.     | Miriam Welte        | 11,038 | 65,229                  | Q     |
| 15.     | Gong Jinjie         | 11,068 | 65,052                  | Q     |
| 16.     | Virginie Cueff      | 11,099 | 64,870                  | Q     |
| 17.     | Monique Sullivan    | 11,143 | 64,614                  | Q     |
| 18.     | Olga Panarina       | 11,152 | 65,562                  | Q     |
| 19.     | Tania Calvo         | 11,162 | 64,504                  |       |
| 20.     | Lisandra Guerra     | 11,171 | 64,452                  |       |
| 21.     | Fatehah Mustapa     | 11,207 | 64,245                  |       |
| 22.     | Darja Szmielewa     | 11,230 | 64,113                  |       |
| 23.     | Olivia Podmore      | 11,315 | 63,632                  |       |
| 24.     | Juliana Gaviria     | 11,505 | 62,581                  |       |
| 25.     | Sandie Clair        | 11,517 | 62,516                  |       |
| 26.     | Helena Casas        | 11,707 | 61,501                  |       |
| 27.     | Ebtissam Mohamed    | 12,920 | 55,727                  |       |

### Pierwsza runda
| Zawodniczka   | Czas    | Śr. prędkość (km/h) |
| ------------- | ------- | ------------------- |
| Becky James   | 11,377  | 63,285              |
| Olga Panarina | + 0,165 |                     |

| Zawodniczka    | Czas    | Śr. prędkość (km/h) |
| -------------- | ------- | ------------------- |
| Lee Wai Sze    | 11,355  | 63,408              |
| Virginie Cueff | + 0,089 |                     |

| Zawodniczka   | Czas    | Śr. prędkość (km/h) |
| ------------- | ------- | ------------------- |
| Zhong Tianshi | 11,310  | 63,660              |
| Miriam Welte  | + 0,499 |                     |

| Zawodniczka    | Czas    | Śr. prędkość (km/h) |
| -------------- | ------- | ------------------- |
| Natasha Hansen | 11,400  | 63,157              |
| Kate O’Brien   | + 0,183 |                     |

| Zawodniczka        | Czas    | Śr. prędkość (km/h) |
| ------------------ | ------- | ------------------- |
| Simona Krupeckaitė | 11,308  | 63,671              |
| Anna Meares        | + 0,408 |                     |

| Zawodniczka      | Czas    | Śr. prędkość (km/h) |
| ---------------- | ------- | ------------------- |
| Katy Marchant    | 11,499  | 62,614              |
| Monique Sullivan | + 0,150 |                     |

| Zawodniczka  | Czas    | Śr. prędkość (km/h) |
| ------------ | ------- | ------------------- |
| Elis Ligtlee | 11,425  | 63,019              |
| Gong Jinjie  | + 0,104 |                     |

| Zawodniczka         | Czas    | Śr. prędkość (km/h) |
| ------------------- | ------- | ------------------- |
| Kristina Vogel      | 11,279  | 63,835              |
| Laurine van Riessen | + 0,179 |                     |

| Zawodniczka        | Czas    | Śr. prędkość (km/h) |
| ------------------ | ------- | ------------------- |
| Anastasija Wojnowa | 11,503  | 62,592              |
| Stephanie Morton   | + 0,097 |                     |

#### Repasaże
| Zawodniczka         | Czas    | Śr. prędkość (km/h) |
| ------------------- | ------- | ------------------- |
| Anna Meares         | 11,716  | 61,454              |
| Olga Panarina       | + 0,065 |                     |
| Laurine van Riessen | + 0,072 |                     |

| Zawodniczka      | Czas    | Śr. prędkość (km/h) |
| ---------------- | ------- | ------------------- |
| Miriam Welte     | 11,466  | 62,794              |
| Kate O’Brien     | + 0,061 |                     |
| Monique Sullivan | + 0,154 |                     |

| Zawodniczka      | Czas    | Śr. prędkość (km/h) |
| ---------------- | ------- | ------------------- |
| Virginie Cueff   | 11,496  | 62,630              |
| Stephanie Morton | + 0,012 |                     |
| Gong Jinjie      | + 0,188 |                     |

### Druga runda
| Zawodniczka    | Czas    | Śr. prędkość (km/h) |
| -------------- | ------- | ------------------- |
| Becky James    | 11,375  | 63,296              |
| Virginie Cueff | + 0,037 |                     |

| Zawodniczka | Czas    | Śr. prędkość (km/h) |
| ----------- | ------- | ------------------- |
| Lee Wai Sze | 11,551  | 62,332              |
| Anna Meares | + 0,081 |                     |

| Zawodniczka        | Czas    | Śr. prędkość (km/h) |
| ------------------ | ------- | ------------------- |
| Anastasija Wojnowa | 11,271  | 63,880              |
| Zhong Tianshi      | + 0,001 |                     |

| Zawodniczka   | Czas    | Śr. prędkość (km/h) |
| ------------- | ------- | ------------------- |
| Katy Marchant | 12,247  | 58,789              |
| Miriam Welte  | + 0,343 |                     |

| Zawodniczka        | Czas    | Śr. prędkość (km/h) |
| ------------------ | ------- | ------------------- |
| Elis Ligtlee       | 11,360  | 63,380              |
| Simona Krupeckaitė | + 0,025 |                     |

| Zawodniczka    | Czas    | Śr. prędkość (km/h) |
| -------------- | ------- | ------------------- |
| Kristina Vogel | 11,197  | 64,302              |
| Natasha Hansen | + 0,092 |                     |

#### Repasaże
| Zawodniczka        | Czas    | Śr. prędkość (km/h) |
| ------------------ | ------- | ------------------- |
| Simona Krupeckaitė | 11,557  | 62,299              |
| Virginie Cueff     | + 0,001 |                     |
| Natasha Hansen     | + 0,150 |                     |

| Zawodniczka   | Czas    | Śr. prędkość (km/h) |
| ------------- | ------- | ------------------- |
| Zhong Tianshi | 11,614  | 61,994              |
| Anna Meares   | + 0,082 |                     |
| Miriam Welte  | + 1,766 |                     |

### Wyścig o miejsca 9. - 12.
| Zawodniczka    | Czas    | Śr. prędkość (km/h) | Pozycja |
| -------------- | ------- | ------------------- | ------- |
| Natasha Hansen | 11,795  | 61,042              | 9.      |
| Anna Meares    | + 0,068 |                     | 10.     |
| Miriam Welte   | + 0,174 |                     | 11.     |
| Virginie Cueff | + 0,181 |                     | 12.     |

### Ćwierćfinały
| Zawodniczka   | Czas (wyścig 1) | Czas (wyścig 2) |
| ------------- | --------------- | --------------- |
| Becky James   | 11,289          | 11,243          |
| Zhong Tianshi | + 0,025         | + 0,016         |

| Zawodniczka    | Czas (wyścig 1) | Czas (wyścig 2) |
| -------------- | --------------- | --------------- |
| Kristina Vogel | 11,230          | 11,373          |
| Lee Wai Sze    | + 0,044         | + 0,189         |

| Zawodniczka        | Czas (wyścig 1) | Czas (wyścig 2) |
| ------------------ | --------------- | --------------- |
| Katy Marchant      | 11,225          | 11,342          |
| Simona Krupeckaitė | + 1,139         | + 0,232         |

| Zawodniczka        | Czas (wyścig 1) | Czas (wyścig 2) |
| ------------------ | --------------- | --------------- |
| Elis Ligtlee       | 11,405          | 11,391          |
| Anastasija Wojnowa | + 0,033         | + 0,007         |

### Wyścig o miejsca 5. - 8.
| Zawodniczka        | Czas    | Śr. prędkość (km/h) | Pozycja |
| ------------------ | ------- | ------------------- | ------- |
| Zhong Tianshi      | 11,197  | 64,302              | 5.      |
| Lee Wai Sze        | + 0,005 |                     | 6.      |
| Simona Krupeckaitė | + 0,203 |                     | 7.      |
| Anastasija Wojnowa | + 0,353 |                     | 8.      |

### Półfinały
| Zawodniczka  | Czas (wyścig 1) | Czas (wyścig 2) |
| ------------ | --------------- | --------------- |
| Becky James  | 11,248          | 10,970          |
| Elis Ligtlee | + 0,038         | + 0,400         |

| Zawodniczka    | Czas (wyścig 1) | Czas (wyścig 2) |
| -------------- | --------------- | --------------- |
| Kristina Vogel | 11,302          | 11,153          |
| Katy Marchant  | + 0,065         | + 0,089         |

### Pojedynek o brązowy medal
| Zawodniczka   | Czas (wyścig 1) | Czas (wyścig 2) | Pozycja |
| ------------- | --------------- | --------------- | ------- |
| Elis Ligtlee  | + 0,087         | + 0,007         | 4.      |
| Katy Marchant | 11,237          | 11,424          | brąz    |

### Pojedynek o złoty medal
| Zawodniczka    | Czas (wyścig 1) | Czas (wyścig 2) | Pozycja |
| -------------- | --------------- | --------------- | ------- |
| Becky James    | + 0,016         | + 0,004         | srebro  |
| Kristina Vogel | 11,237          | 11,312          | złoto   |